# Сциборки
Сциборки (пол. Ściborki, нім. Stobrigkehlen) — село в Польщі, у гміні Бані Мазурські Ґолдапського повіту Вармінсько-Мазурського воєводства.
Населення — 105 осіб (2011).
У 1975-1998 роках село належало до Сувальського воєводства.

## Демографія
Демографічна структура станом на 31 березня 2011 року:
|          | Загалом | Допрацездатний вік | Працездатний вік | Постпрацездатний вік |
| -------- | ------- | ------------------ | ---------------- | -------------------- |
| Чоловіки | 51      | 15                 | 30               | 6                    |
| Жінки    | 54      | 13                 | 26               | 15                   |
| Разом    | 105     | 28                 | 56               | 21                   |